# Парк Авіаторів (Ростов-на-Дону)
Парк Авіаторів (рос. Парк Авиаторов) — територія, яка належить до типу міських лісів і розташовується в Первомайському районі Ростова-на-Дону по проспекту Шолохова.

## Історія
За часів Радянського Союзу на території парку проводилися різні заходи, в тому числі і спортивної спрямованості. У той час тут була створена асфальтна дорога, яка до XXI століття збереглася у досить поганому стані. У 2013 році була заасфальтована 1400-метрова територія паркової зони, були встановлені лавочки та контейнери для сміття. У вихідні парк відвідує близько 1000 осіб. Добровольці висаджують на території парку фруктові дерева, липи, клени і берези. На території парку відсутній туалет, також як і повноцінне освітлення всієї території.
У парку Авіаторів встановлено меморіал «Захисникам ростовського неба», в 2015 році на проведення ремонтних робіт та реставрацію цього об'єкта виділялося близько 6,5 мільйонів рублів. У 2016 році управління благоустрою Першотравневого району Ростова-на-Дону оголосило аукціон на вибір підрядника, який виконуватиме позначений коло робіт. Передбачається, що роботи будуть вестися на всіх об'єктах, які включені до складу меморіалу, буде відремонтована стела, обеліск і три пілона-обеліска, розташованих у парку. Стіни повинні бути облицьовані гранітом, стара штукатурка знята, облаштована підсвічування.
У травні 2016 року стало відомо про наміри створити в парку Авіаторів велопарк. Для цього на території парку необхідно створити інфраструктуру для катання на велосипедах, місця, в яких можна організувати сімейний відпочинок і зайнятися спортом.
Станом на 2017 рік з'явилася інформація, що проходить пошук інвесторів для реконструкції парку Авіаторів. 1 квітня 2017 року в парку було організовано проведення екомарафону, мета якого — очистити територію від сміття та висадити нові дерева.